# Paziella
Paziella is een geslacht van weekdieren uit de klasse van de Gastropoda (slakken).

## Soorten
- Paziella atlantis (Clench & Pérez Farfante, 1945)
- Paziella galapagana (Emerson & D'Attilio, 1970)
- Paziella nuttingi (Dall, 1896)
- Paziella oregonia (Bullis, 1964)
- Paziella pazi (Crosse, 1869)
- Paziella petuchi (Vokes, 1992)
- Paziella tanaoa (Houart & Tröndlé, 2008)